# František Drdla
František Alois Drdla, także w zniemczonej wersji Franz Drdla (ur. 28 listopada 1868 w Zdziarze nad Sazawą, zm. 3 września 1944 w Bad Gastein) – czeski kompozytor i skrzypek.

## Życiorys
W latach 1880–1882 studiował w konserwatorium w Pradze, gdzie jego nauczycielami byli Josef Bohuslav Foerster (kompozycja) i Antonín Bennewitz (skrzypce). Następnie od 1882 do 1888 roku uczył się w Konserwatorium Wiedeńskim u Josefa Hellmesbergera Jr. (kompozycja) oraz Franza Krenna i Antona Brucknera (skrzypce). Od 1890 do 1893 roku grał jako skrzypek w Operze Wiedeńskiej. W latach 1894–1899 był koncertmistrzem Theater an der Wien.
W latach 1899–1905 odbył tournée koncertowe po Europie, a od 1923 do 1925 roku występował w Stanach Zjednoczonych. Od 1927 roku był profesorem konserwatorium w Wiedniu.

## Twórczość
Tworzył popularne utwory skrzypcowe o charakterze salonowym, w tym Serenadę A-dur (1901), Souvenir D-dur (1904), koncert skrzypcowy (1931). Pisał także operetki, m.in. Zlatá síť (wyst. Lipsk 1916) i Komtesa z prodejny (wyst. Brno 1917).